# دیریامبا
دیریامبا (به لاتین: Diriamba) یک منطقهٔ مسکونی در نیکاراگوئه است که در Carazo Department واقع شده‌است. دیریامبا ۵۷٬۵۴۲ نفر جمعیت دارد و ۵۳۲ متر بالاتر از سطح دریا واقع شده‌است.